# Michał Antoni Kryszpin-Kirszensztein
Michał Antoni Kryszpin-Kirszensztein herbu Kryszpin (zm. 24 lipca 1682 roku) – pisarz polny litewski w 1673 roku, generał artylerii litewskiej w 1668 roku, ciwun pojurski w latach 1666–1682.
Przystąpił do senatorsko-żołnierskiej konfederacji kobryńskiej 1672 roku. 1674 roku był elektorem Jana III Sobieskiego z Księstwa Żmudzkiego.